# Epístrof
Epístrof (en grec antic: Ἐπίστροφος) és el nom de diversos personatges de la mitologia grega que apareixen a la Ilíada.
- Epístrof, un heroi, fill d'Ífit, rei de la Fòcida, i d'Hipòlita, i germà d'Esquedi.[1] Era un dels pretendents d'Helena,[2] i va anar a la guerra de Troia amb el seu germà al front d'un contingent de focis amb 40 naus per fer costat als aqueus.[3] Va morir davant de les muralles de Troia a mans d'Hèctor, com el seu germà.[4] Les restes dels dos germans van ser traslladades a Anticira, a la Fòcida, on encara es mostraven en època romana.
- Epístrof, un aliat dels troians, dirigent dels halizons, que va lluitar amb el seu germà Odi al costat de Príam.[5]
- Epístrof, fill d'Euneu i germà de Mines. Ell i el seu germà van ser morts per Aquil·les quan va atacar la ciutat de Lirnessos durant la guerra de Troia. El seu fill Mines estava casat amb Briseida, raptada per Aquil·les.[6]